# Шабала, Валерий
Вале́рий Шабала́ (латыш. Valērijs Šabala; род. 12 октября 1994, Рига) — латвийский футболист, нападающий клуба «Б-36». Выступал за сборную Латвии.

## Клубная карьера
Валерий Шабала является воспитанником рижской «Даугавы» (ранее «Даугава 90»). 15 октября 2009 года, через 3 дня после своего 15-летия, он дебютировал в Высшей лиге Латвии, тем самым став самым молодым игроком в чемпионатах Латвии.
В начале 2010 года Валерий Шабала перешёл в рижский «Олимп» и вскоре забил свои первые голы. Сперва он в розыгрыше Кубка Латвии забил 2 гола в ворота своего бывшего клуба «Даугава/РФШ» (4:0), а 23 апреля 2010 года, в матче 3-го тура против «Сконто» (1:3), Валерий Шабала забил свой первый гол в Высшей лиге Латвии (на тот момент ему было 15 лет и 193 дня), тем самым став самым молодым футболистом, который забивал в чемпионатах стран Европы.
В феврале 2011 года Валерий Шабала пополнил ряды действующего чемпиона «Сконто». В первом своём сезоне за «Сконто» он забил всего лишь 2 гола, так как в основном выходил на замены, а не в стартовом составе. Но, несмотря на это, он был признан лучшим молодым футболистом 2011 года в Латвии до 19 лет и удостоен «приза Илмара Лиепиньша».
В январе 2012 года Валерий Шабала вместе с Виталием Ягодинским отправился на просмотр в киевское «Динамо», но в итоге всё-таки вернулся назад в «Сконто». 10 июля того же года он был признан лучшим футболистом Высшей лиги Латвии месяца июня. В сентябре Валерий Шабала побывал на просмотре в московском ЦСКА, в составе которого сыграл в товарищеском матче с «Локомотивом-2». А уже в ноябре в СМИ появилась информация, что ЦСКА собирается купить Шабалу у «Сконто» за 3,5 миллионов евро.
По итогу сезона 2012 года Валерий Шабала забил 11 голов, тем самым заняв 5-е место в списке лучших бомбардиров, и был включён в символическую сборную Высшей лиги Латвии, а в декабре повторно получил «приз Илмара Лиепиньша».

## Карьера в сборной
Регулярно вызывался юношеские и молодёжные сборные страны.
В главной сборной Латвии дебютировал 28 мая 2013 года в товарищеском матче против сборной Турции. Заменив в перерыве Виталия Максименко (сборная Латвии к этому моменту проигрывала 2:0), Валерий успел отметиться двумя голами в ворота соперника, что позволило его команде сыграть в ничью (3:3).

## Достижения

### Командные
- Серебряный призёр чемпионата Латвии (2): 2012, 2013.
- Обладатель Кубка Латвии: 2012
- Победитель Балтийской лиги: 2011
- Бронзовый призёр чемпионата Чехии: 2014/15

### Личные
- «Приз Илмара Лиепиньша»: 2011, 2012
- Лучший игрок месяца Высшей лиги Латвии: июнь 2012

## Статистика
| Выступление      | Выступление      | Выступление      | Чемпионат | Чемпионат | Кубок | Кубок | Еврокубки | Еврокубки | Итого | Итого |
| Клуб             | Лига             | Сезон            | Игры      | Голы      | Игры  | Голы  | Игры      | Голы      | Игры  | Голы  |
| ---------------- | ---------------- | ---------------- | --------- | --------- | ----- | ----- | --------- | --------- | ----- | ----- |
| Даугава (Рига)   | Высшая лига      | 2009             | 2         | 0         | —     | —     | —         | —         | 2     | 0     |
| Олимп            | Высшая лига      | 2010             | 21        | 6         | 3     | 3     | —         | —         | 24    | 9     |
| Сконто           | Высшая лига      | 2011             | 22        | 2         | 1     | 0     | 2         | 0         | 25    | 2     |
| Сконто           | Высшая лига      | 2012             | 31        | 11        | 4     | 1     | 2         | 0         | 37    | 12    |
| Сконто           | Высшая лига      | 2013             | 17        | 13        | 2     | 2     | 4         | 1         | 23    | 16    |
| Всего за карьеру | Всего за карьеру | Всего за карьеру | 93        | 32        | 10    | 6     | 8         | 1         | 111   | 39    |